# Mathilius Schack Elo
Mathilius Schack Elo (født 5. november 1887 i København, død 3. januar 1948 på Frederiksberg) var en dansk billedhugger.
Han blev uddannet som konservator hos faderen og fik undervisning på Det Kongelige Danske Kunstakademi fra 1913 til 1916. Han var konservator ved Ny Carlsberg Glyptotek fra 1914. Mathilius Schack Elo udførte flere portrætbyster blandt andet af H.W. Bissen og H.E. Freund. Han udførte også flere springvandsskulpturer, for eksempel rytterstatuen på Hjultorv i Næstved af Peder Bodilsen.
- Peder Bodilsen på Hjultorv
- Mathilius Schack Elos gravsted på Bispebjerg Kirkegård under hans eget værk Fra Døeden til Opstandelsen.